# Sunsets & Full Moons
Sunsets & Full Moons è il sesto album in studio del gruppo musicale irlandese The Script, pubblicato nel 2019.

## Tracce
1. Something Unreal – 3:31
2. The Last Time – 3:16
3. Run Through Walls – 3:26
4. If You Don't Love Yourself – 2:45
5. Hurt People Hurt People – 3:07
6. Same Time – 3:17
7. Underdog – 3:37
8. The Hurt Game – 3:48
9. Hot Summer Nights – 3:33